# Where Are We Now?
«Where Are We Now?» és el primer senzill del que serà el nou àlbum del cantant britànic de glam rock David Bowie, The Next Day, que s'ha publicat el dia 8 de gener de 2013, dia del seu 66è aniversari, i després de més d'una dècada sense editar cap disc. El senzill ha estat produït per Tony Visconti, qui ja ha col·laborat durant anys amb el cantant, i s'ha estrenat juntament amb un vídeo-clip dirigit per Tony Oursler. En el vídeo-clip se'l troba en un estat d'ànim profundament reflexiu i vagant pels carrers de Berlín.